# Irena Bączkowska

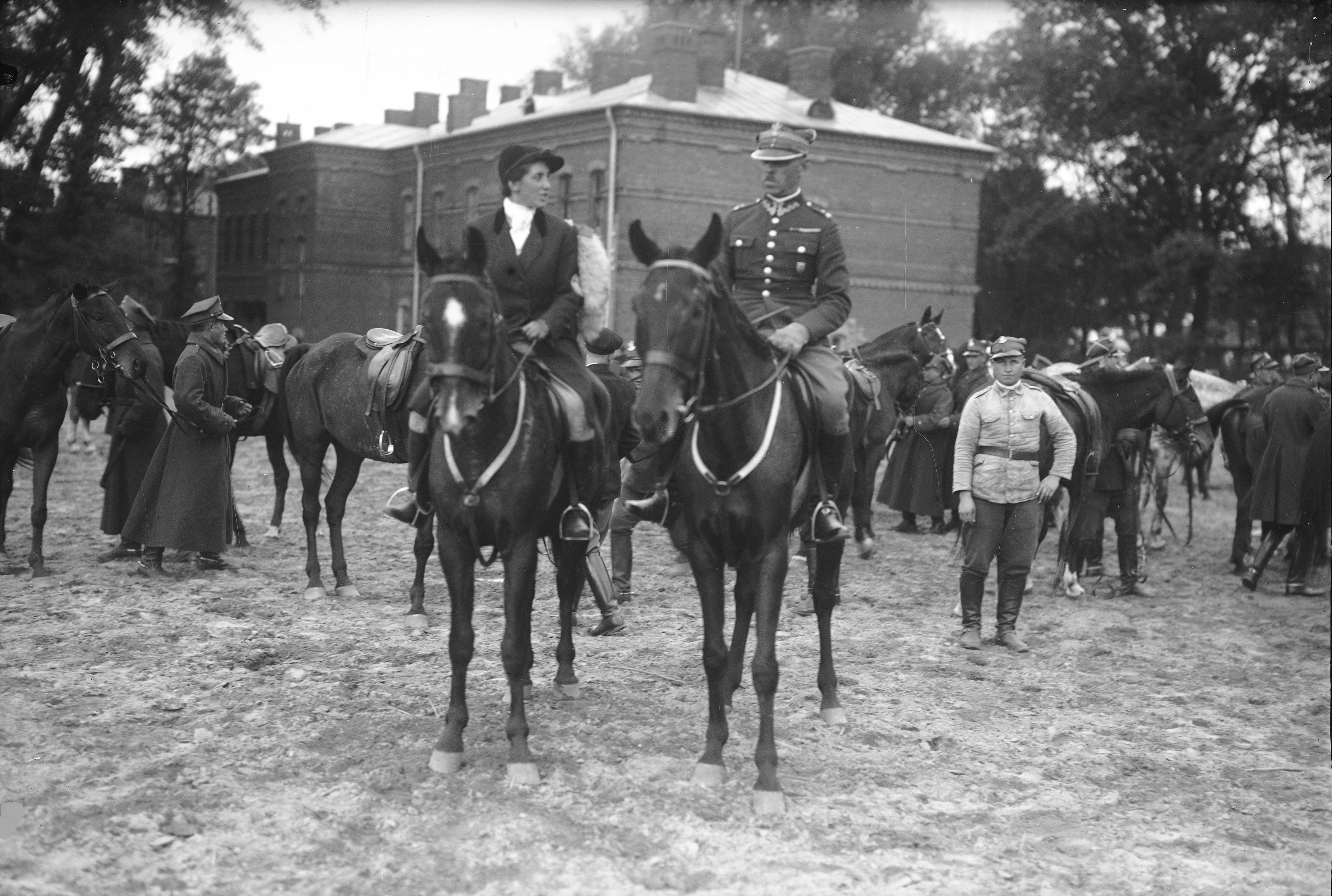
Bieg oficerski św. Huberta z udziałem oficerów 1 Pułku Strzelców Konnych – na pierwszym planie Irena Bączkowska; 1935

Irena Bączkowska z domu Zabłocka (ur. 12 maja 1902 w Kijowie, zm. 21 stycznia 2006 w Londynie) – polska pisarka, autorka powieści i opowiadań.

## Życiorys
Urodziła się w Kijowie 12 maja 1902 jako córka Witolda Zabłockiego i Janiny z d. Sochaczewskiej. Do 1920 rodzina przyszłej pisarki mieszkała na Ukrainie, potem przeprowadziła się do Polski. Ukończyła studia w Akademii Rolniczej w Bydgoszczy; nauczycielka, inspektorka w organizacjach rolniczych i autorka tekstów do prasy rolniczej. Pasjonowała się sportem konnym i odnosiła na tym polu sukcesy. Od 1934 jej mężem był Jan Bączkowski (oficer 1 Pułku Ułanów Krechowieckich).
Emigrowała po wybuchu II wojny światowej – najpierw do Francji przez Szwecję, a następnie do Wielkiej Brytanii. Pracowała jako nauczycielka i (od 1948 r.) właścicielka własnego gospodarstwa.
W wieku 51 lat zadebiutowała opowiadaniem Jeziora, opublikowanym w „Wiadomościach”.
Twórczość
- Podróż do Braiłowa (opowiadanie, Londyn 1959; Lublin 1998, ISBN 83-227-1159-X)
- Wróble noce (powieść, Londyn 1963)[3]
- Krajobrazy i ludzie. Opowiadania norfoldzkie (słowo wstępne Stanisław Nicieja), Opole 1995, ISBN 83-903671-0-6[4][5]
- Letnie noce. Opowieści o Ukrainie początku XX wieku, Veritas, Londyn 2005, ISBN 1-904639-09-7

Nagrody
- 1963 r. Nagroda tygodnika „Wiadomości” za najlepszą polską powieść emigracyjną (za Wróble noce)[1].
- 2005 r. Nagroda Literacka Związku Pisarzy Polskich na Obczyźnie za całokształt twórczości[6].